# Benoît Salmon
Benoît Salmon (Dinan, 9 de mayo de 1974) es un ciclista francés.
Puso fin a su carrera en 2008 defendiendo los colores del equipo Agritubel. En 1999 consiguió ganar la clasificación de mejor joven del Tour de Francia y la clasificación final y una etapa del Gran Premio de Midi libre.

## Palmarés
1996
- Flecha de las Ardenas

1998
- Tour de Vaucluse, más 1 etapa

1999
- Gran Premio de Midi Libre más 1 etapa
- Clasificación de los jóvenes del Tour de Francia

2001
- 1 etapa del Gran Premio de Midi Libre

2004
- 3.º en el Campeonato de Francia en Ruta

## Resultados en Grandes Vueltas y Campeonatos del Mundo
| Carrera         | Carrera         | 1996 | 1997 | 1998 | 1999 | 2000  | 2001 | 2002 | 2003 | 2004 | 2005 | 2006 | 2007  | 2008 |
| --------------- | --------------- | ---- | ---- | ---- | ---- | ----- | ---- | ---- | ---- | ---- | ---- | ---- | ----- | ---- |
|                 | Giro de Italia  | —    | —    | —    | —    | —     | —    | —    | —    | —    | —    | —    | —     | —    |
|                 | Tour de Francia | —    | Ab.  | 28.º | 16.º | 107.º | 35.º | —    | —    | 83.º | —    | 38.º | 125.º | —    |
|                 | Vuelta a España | —    | —    | —    | —    | —     | —    | 83.º | —    | —    | —    | —    | —     | —    |
| Mundial en Ruta | Mundial en Ruta | Ab.  | —    | —    | —    | —     | —    | —    | —    | —    | —    | —    | —     | —    |

―: no participa
Ab.: abandono